# Penisola di Hel

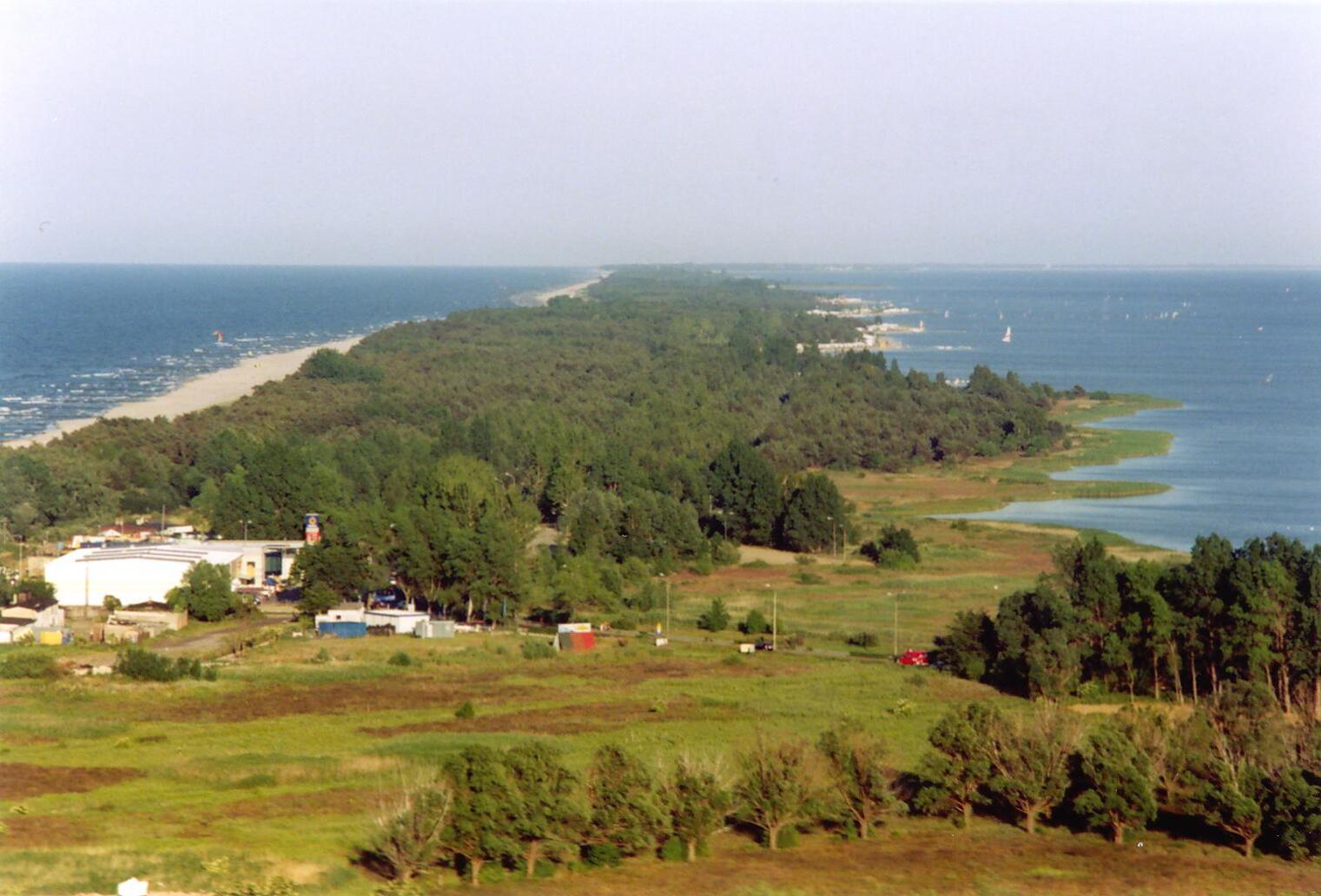
La penisola di Hel vicino a Danzica

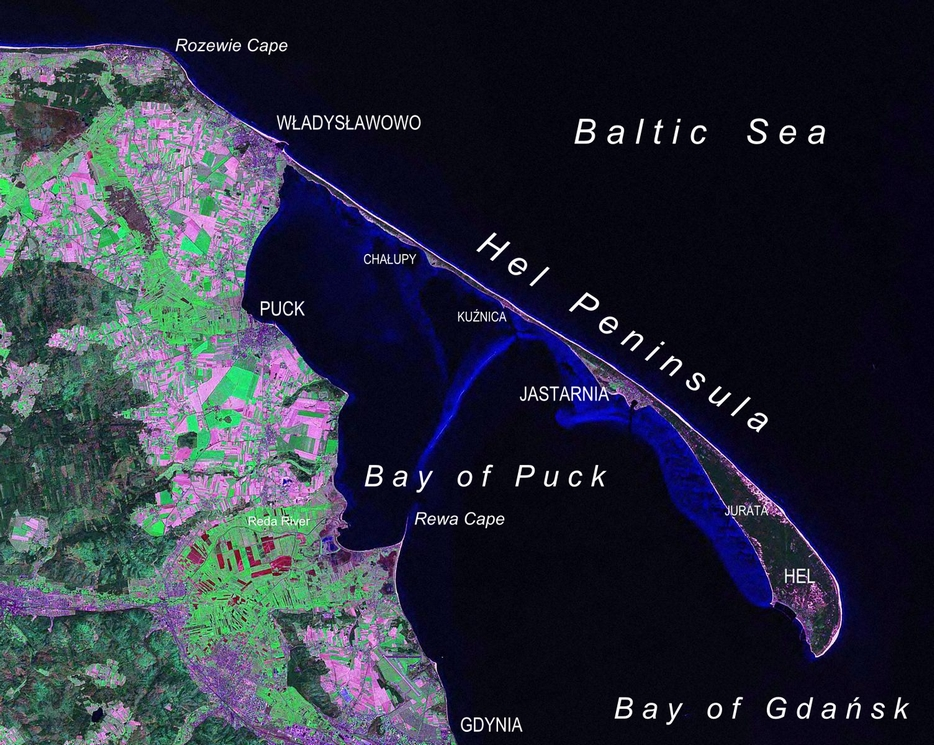
Penisola di Hel vista dal satellite nel 2000.

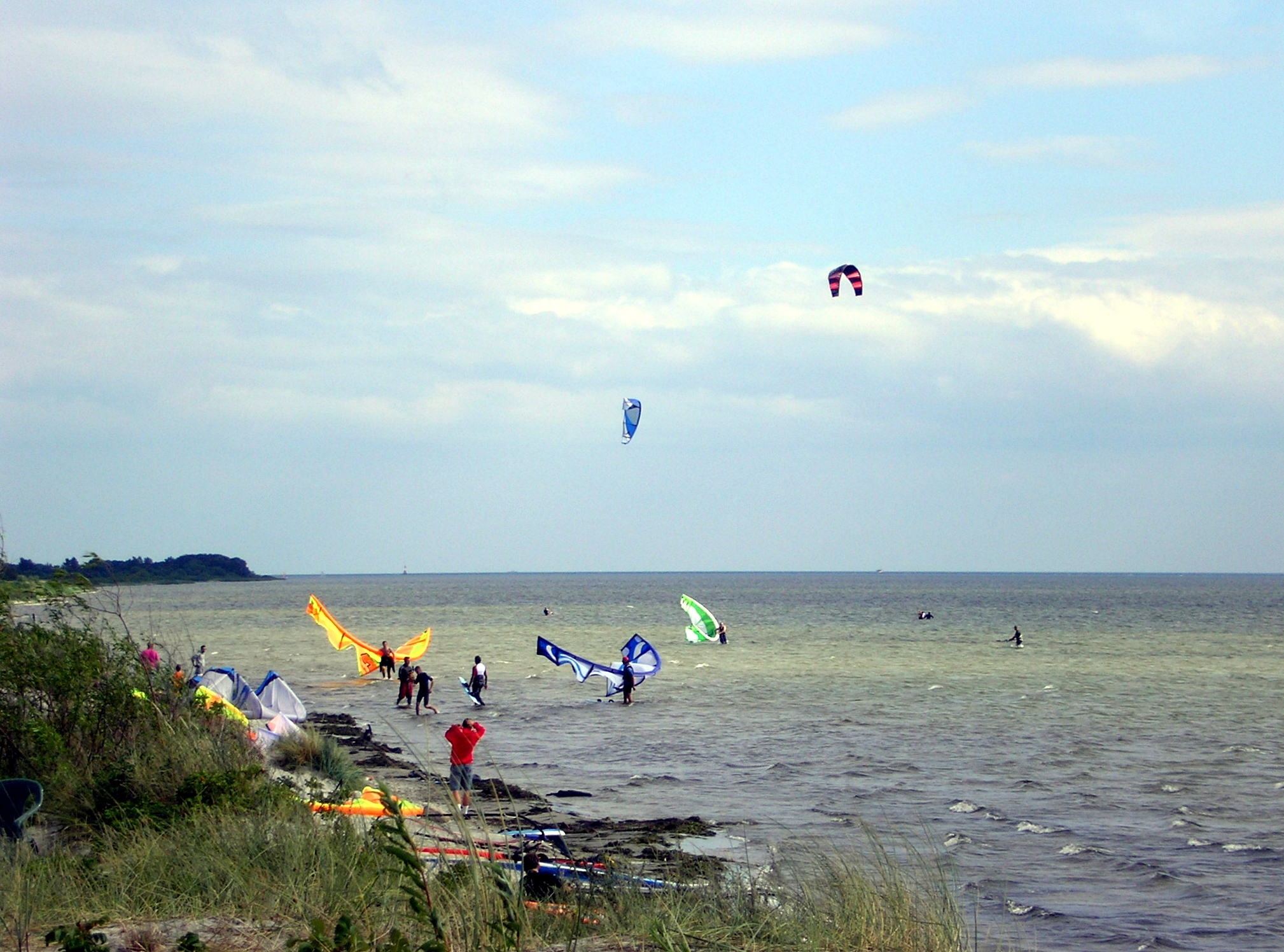
Kitesurfing sulla Penisola di Hel

La penisola di Hel (in polacco: Mierzeja Helska; in casciubo: Hélskô Sztremlëzna; in tedesco: Halbinsel Hela o Putziger Nehrung) è una penisola lunga 35 km della Polonia settentrionale, che separa la baia di Puck dal mar Baltico. Si trova nel distretto di Puck, nel voivodato della Pomerania.

## Geografia
La larghezza della penisola varia da circa 300 m presso Jurata, sino a circa 100 m nella parte più stretta per arrivare a 3 km nella punta. Siccome la penisola è formata interamente da sabbia, le tempeste invernali la trasformano molto frequentemente in un'isola, tagliandola fuori dal resto del continente. Fino al XVII secolo, la penisola formava una catena di isole che durante l'estate divenivano una striscia di terra.
Lungo la penisola corrono due strade che si snodano dalla terraferma fino alla città che si trova alla fine della striscia di terra, Hel, popolare destinazione turistica. Altre città che fanno parte delle destinazioni turistiche sono Jurata, Jastarnia, Kuźnica, Chałupy, e Władysławowo.

## Storia
Per un breve periodo (9 settembre 1807 - 29 novembre 1813) la penisola fece parte del territorio della Repubblica di Danzica, divenuta tale per volere di Napoleone Bonaparte, dopo che qualche mese prima le sue truppe avevano espugnato la città, considerata d'importanza strategica.
Divenuta parte della Seconda Repubblica di Polonia dopo la prima guerra mondiale, la penisola acquisì una particolare importanza militare, e fu pertanto trasformata in una regione fortificata, con una guarnigione di circa 3.000 uomini. Durante la battaglia della Penisola di Hel, nel 1939 le forze polacche utilizzarono la dinamite in un punto della penisola, trasformandola pertanto in un'isola. Durante gli anni dell'occupazione tedesca (1939-1945) le difese di Hel furono ulteriormente aumentate.
La penisola rimase in mano tedesca fino alla fine della seconda guerra mondiale, quando i tedeschi si arresero il 10 maggio 1945. Dopo la guerra, Hel continuò ad essere un punto cruciale per la difesa della Polonia, e durante gli anni quaranta e cinquanta furono installate una gran quantità di armi. Oggi molte delle fortificazioni sono aperte ai turisti, anche se una parte della penisola appartiene ancora alle forze armate polacche.